# W. Allen Wallis
Wilson Allen Wallis (5. listopadu 1912 – 12. října 1998) byl americký ekonom a statistik.
W. Allen Wallis, narozený v roce 1912 ve Philadelphii, vyučoval na univerzitách v Yale, Columbii, Stanfordu a v roce 1946 nastoupil na fakultu University of Chicago Graduate School of Business, kde se stal i děkanem. Působil jako redaktor časopisu Journal of the American Statistical Association, byl členem výkonného výboru American Economics Association a prezident American Statistical Association.